# Isorropus pseudocelena
Isorropus pseudocelena är en fjärilsart som beskrevs av Felix Bryk 1953. Isorropus pseudocelena ingår i släktet Isorropus och familjen björnspinnare. Inga underarter finns listade i Catalogue of Life.